# Otto Junker (Unternehmen)

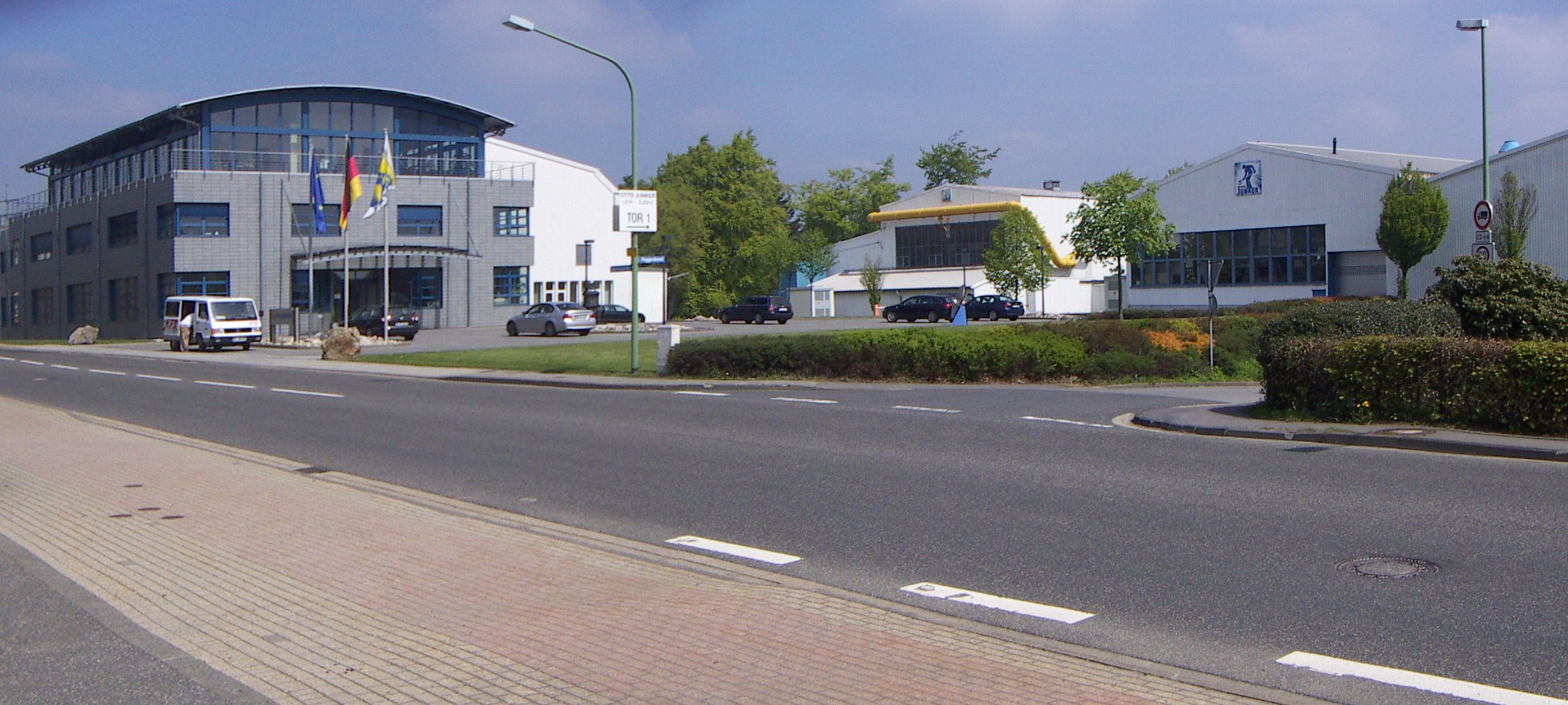
Firmensitz Lammersdorf

Die Otto Junker GmbH in Lammersdorf, heute ein Ortsteil von Simmerath, ist weltweit führendes Unternehmen komplexer Industrieofenanlagen und außerdem in der Edelstahlgießerei tätig.
Das Unternehmen beschäftigte im Jahr 2022 rund 720 Mitarbeiter weltweit, davon etwas mehr als 500 am Standort Lammersdorf, und erzielte 2020 einen Umsatz von etwa 111 Millionen Euro. Im Lexikon der deutschen Weltmarktführer ist Otto Junker GmbH im Jahr 2022 auf Rang 879 gelistet.

## Geschichte
Die Wurzeln des Unternehmens liegen in der Erfindung einer wassergekühlten Kokille für die NE-Halbzeugindustrie durch Andreas Junker im Jahr 1912. Dieser war Werkmeister im messingverarbeitenden Unternehmen von Asten & Lynen, der späteren Stolberger Metallwerke, und starb 1923. Sein Sohn Otto Junker (1900–1982), damals noch Student an der RWTH Aachen, gründete mit diesen Erkenntnissen die Otto Junker GmbH. Durch die Entwicklung und Produktion von Schmelzöfen und Wärmebehandlungsanlagen gelang dem Unternehmen ein rascher Aufstieg. Seit 1940 werden Öfen und auch selbst entwickelte Legierungen in einer unternehmenseigenen Versuchsgießerei erprobt. Bis 1960 meldete das Unternehmen insgesamt 100 deutsche, englische, französische und amerikanische Patente an.
Für seine Verdienste mit dem Unternehmen und der Zusammenarbeit mit der RWTH Aachen wurde Otto Junker 1943 zum Ehrenbürger der RWTH Aachen ernannt und erhielt 1962 die Ehrendoktorwürde der Hochschule. Zwei Jahre später wurden ihm die Ehrenbürgerrechte der Gemeinde Lammersdorf verliehen, die mit der kommunalen Neugliederung zu Ehrenbürgerrechten der Gemeinde Simmerath wurden.

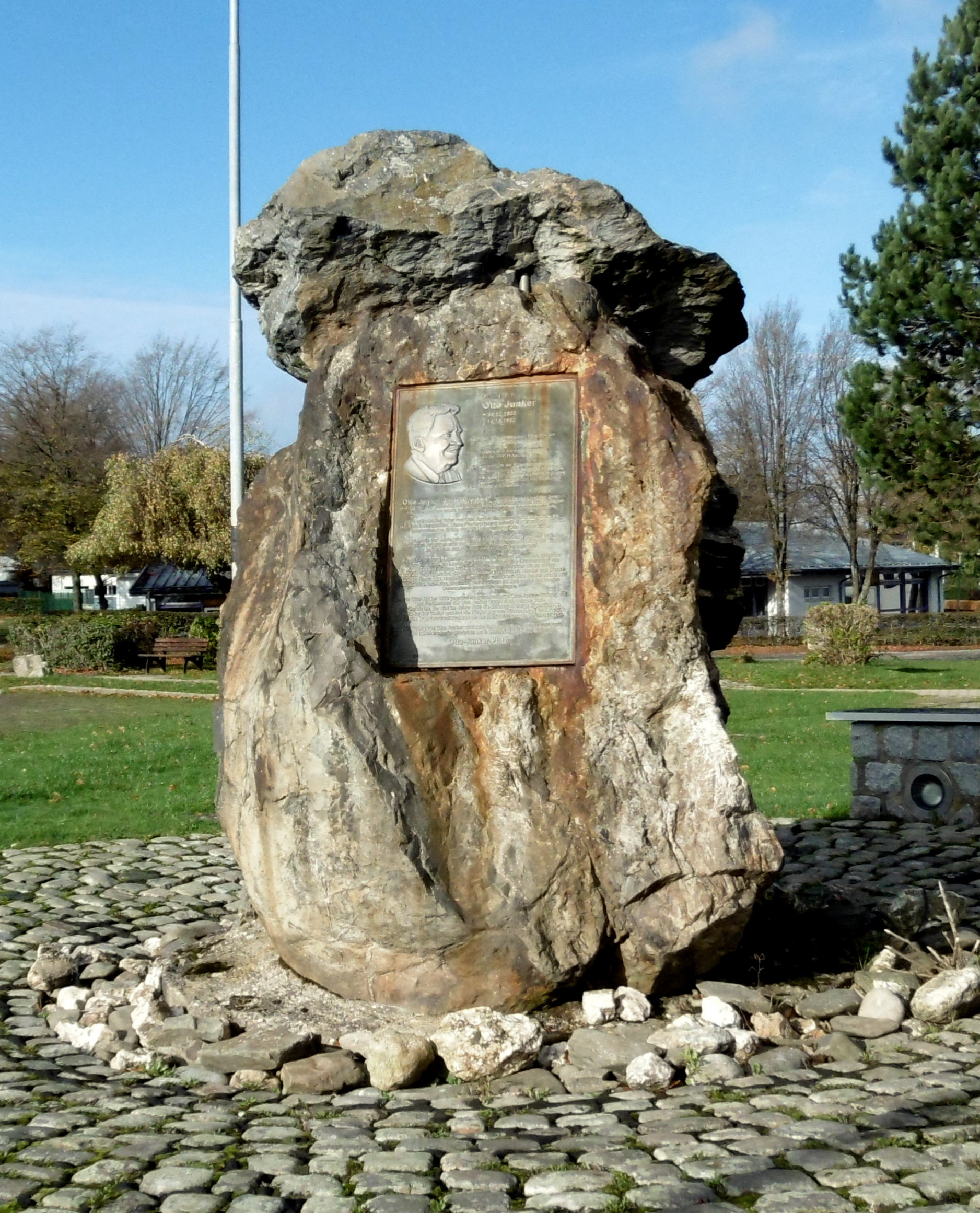
Otto-Junker-Denkmal

Als im Jahre 1982 der Alleininhaber Otto Junker kinderlos verstarb, ging das Unternehmen in den Besitz der 1970 gegründeten Otto-Junker-Stiftung über. In Erinnerung an den Lammersdorfer Bürger wurde 2015 der ehemalige Lammersdorfer Dorfplatz in Otto-Junker-Platz umbenannt und dort ein Steinmonument mit einer ausführlichen Gedenktafel aufgestellt.

## Otto-Junker-Stiftung
Mit der Stiftung, deren alleinige Destinatärin die RWTH Aachen ist, wollte Junker sowohl die Kontinuität und den Fortbestand seines Unternehmens sichern als auch mit den Erträgen seiner Firma die Wissenschaft und Forschung nachhaltig fördern. Im Rahmen dieser wissenschaftlichen Förderungen vergibt die Stiftung seit 1989 die Otto-Junker-Stipendien für an der RWTH vollimmatrikulierte Studierende der Studiengänge „Elektrotechnik und Informationstechnik“ sowie der „Metallurgie und Werkstofftechnik“ mit guten Studienleistungen als Teilfinanzierung von Auslandsstudienplanungen. Darüber hinaus wird seit 1992 der Otto-Junker-Preis an herausragende Studierende der Fachgruppen „Metallurgie und Werkstofftechnik“ sowie der „Fakultät für Elektrotechnik und Informationstechnik“ ausgelobt.  